# Pont Mirabeau
Il pont Mirabeau è un ponte di Parigi sulla Senna che collega la rue de la Convention e la "rotonda del ponte Mirabeau", sulla riva sinistra del fiume, nel XV arrondissement, alla place de Barcelone e alla rue de Rémusat, sulla riva destra del fiume, nel XVI arrondissement. Costruito tra il 1893 e il 1896, il 29 aprile 1975 è stato classificato Monumento storico di Francia.
Deve il nome allo scrittore, diplomatico, rivoluzionario, agente segreto e uomo politico Honoré Gabriel Riqueti, conte di Mirabeau. Non deve essere confuso con il pont de Mirabeau, che attraversa la Durance tra i dipartimenti di Vaucluse e Bouche du Rhône.

## Storia
La decisione di costruire un nuovo ponte alla destra dell'incrocio fra l'avenue de Versailles e la rue Mirabeau fu presa il 12 gennaio 1893 dall'allora Presidente della Repubblica Marie François Sadi Carnot. Progettato dall'ingegnere Paul Rabel, responsabile dei ponti di Parigi, assistito dagli ingegneri Jean Résal e Amédée Alby, fu costruito dall'impresa Daydé & Pillé

## Architettura

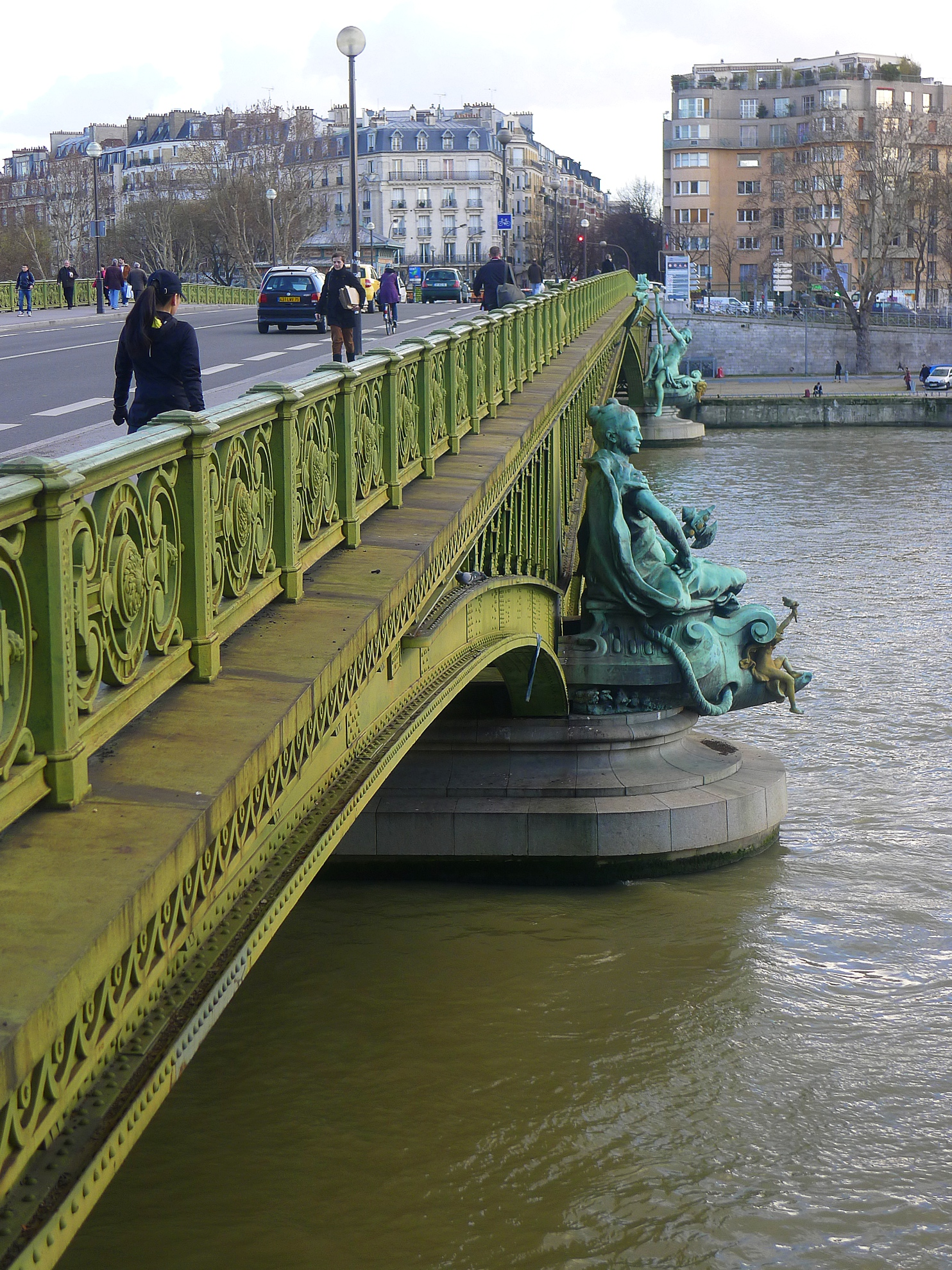
Due delle statue del pont Mirabeau.

L'arco principale ha un'apertura di 93 metri, poggia su due pilastri immersi nella Senna, mentre i due archi laterali fanno 32,4 metri. Quello sulla riva destra scavalca la via sulla riva, mentre quello sulla riva sinistra scavalca il lungofiume e prolunga la passerella che attraversa la strada ferrata della RER. All'epoca della sua costruzione esso fu il ponte con il maggior rapporto lunghezza/altezza, con un valore di 16. Il ponte è lungo 173 metri e largo 20 ; la carreggiata è larga 12 metri e i due marciapiedi 4 metri ciascuno.
I due pilastri rappresentano due battelli: quello dalla parte della riva destra orientato come se discendesse il fiume, mentre l'altro come se lo risalisse. I battelli sono ornati di quattro statue allegoriche di Jean-Antoine Injalbert: La città di Parigi (prua del battello della riva destra), La Navigazione (poppa), L'Abbondanza (prua del battello della riva sinistra) e Il Commercio (poppa). Le due allegorie di prua guardano verso la Senna, quelle di poppa verso il ponte. Le quattro statue sono sormontate, a livello del parapetto, da stemmi della città di Parigi.
All'estremità sulla riva destra si può scendere verso il lungofiume attraverso due scale (una verso valle, l'altra verso monte), mentre sulla riva sinistra si può scendere verso il Porto autonomo di Parigi tramite due rampe, una verso valle, l'altra verso monte.

## Cultura

### Letteratura e teatro

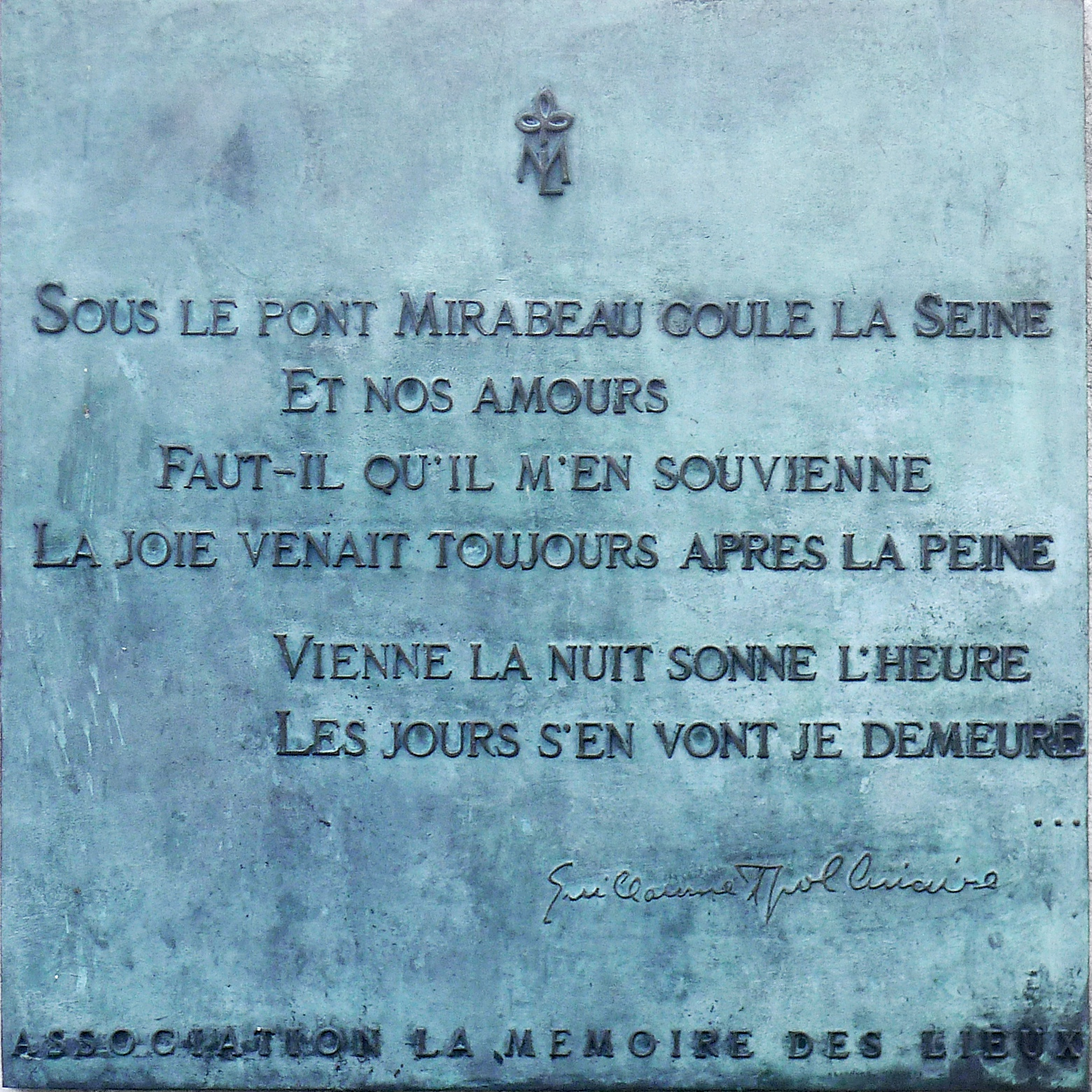
Sul ponte Mirabeau (lato 16º arrondissement), lapide di bronzo con un frammento del poema Le Pont Mirabeau, di Guillaume Apollinaire.

- Le Pont Mirabeau è un poema di Guillaume Apollinaire, comparso nella raccolta Alcools.
- Thomas Fersen ha scritto una pièce intitolata Pont Mirabeau nel suo album Les ronds de carotte.
- Si suppone che si tratti del ponte dal quale il poeta Paul Celan si sia gettato nella Senna nella notte tra il 19 e il 20 aprile 1970[3].

### Nella cultura di massa
- Un cadavere vi viene ripescato in Les eaux troubles de Javel, episodio della serie televisiva  Nestor Burma, terza stagione (1993-1994).
- Nel 2000 vi viene girata una scena del film Jet Set di Fabien Onteniente.

## Trasporti
Il ponte è servito dalle stazioni del Métro Mirabeau e Javel - André Citroën.